# افرايم بوتير
افرايم بوتير (بالإنجليزية: Ephraim Potter)‏ هو مهندس معماري أمريكي، ولد في 1855، وتوفي في 1925.